# 七美人塚
七美人塚是位於台灣澎湖縣七美鄉南港村的旅遊景點，紀念七名因逃避海盜追趕而投井自盡的女子。

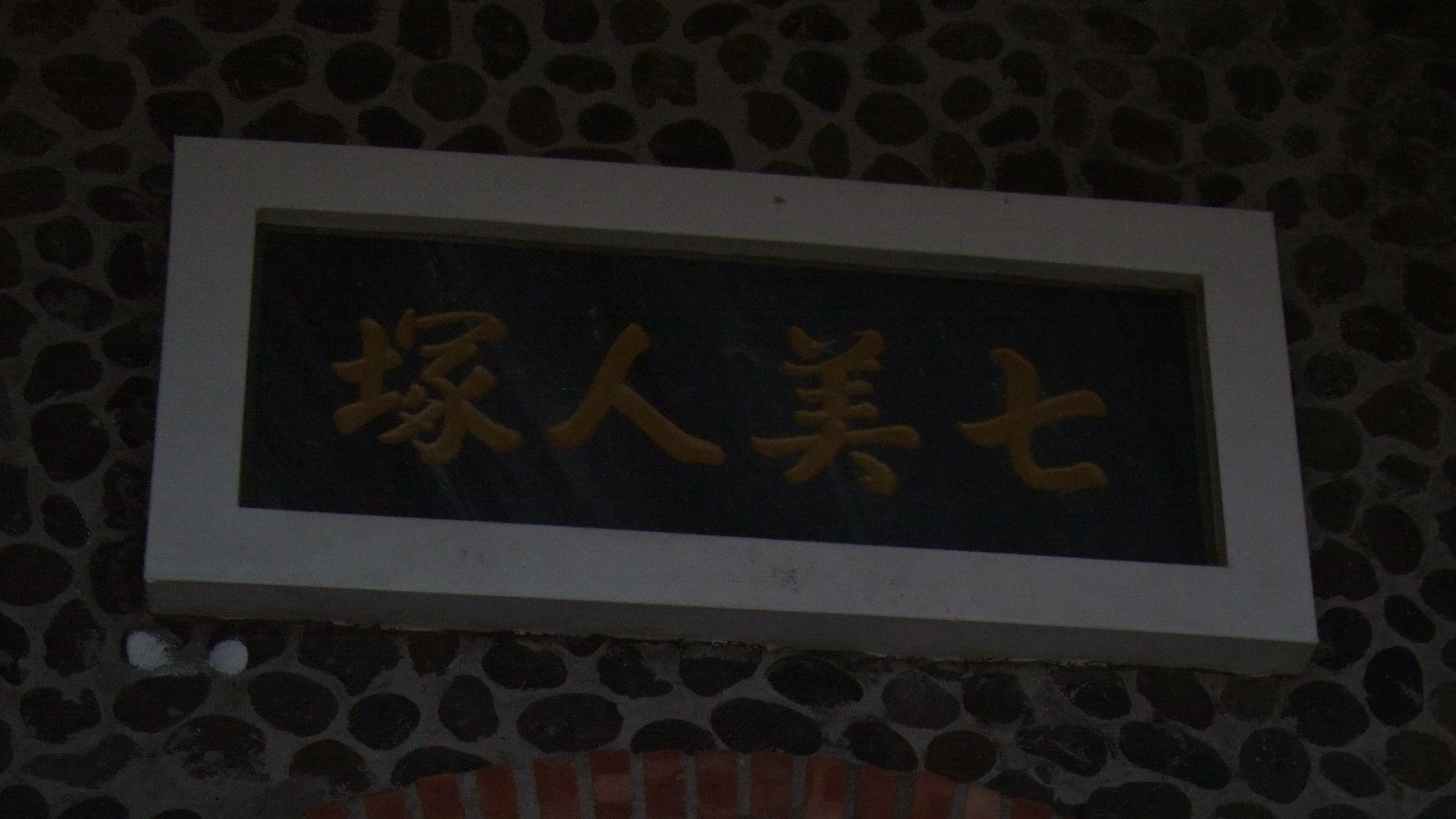
七美人塚入口上方匾額

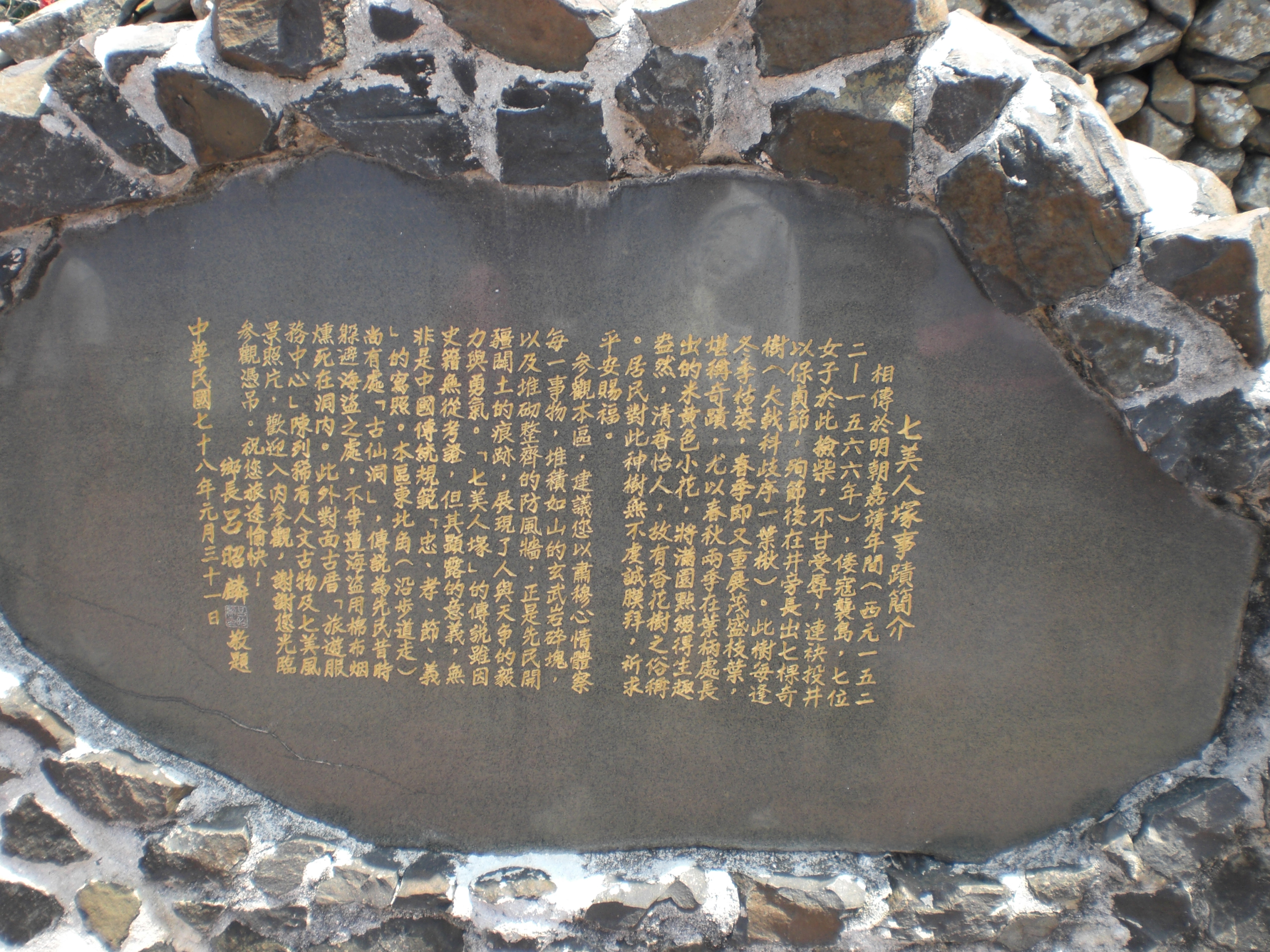
七美人塚事蹟簡介

## 典故
1894年刊行之《澎湖廳志》記載：「遭海寇，有女子七人投井死」，是目前最早的文獻紀錄，但是海寇的出身地不詳，第二次世界大戰後，因特殊的政治環境，「海寇」被改成「倭寇」。以下是戰後流傳的版本：
相傳在明朝嘉靖年間（1522年－1566年），一批倭寇登陸大嶼燒殺擄掠。有七名女子在倭寇的追趕下，自知難以逃過，又不甘受辱，為保全自身貞節，因而集體投井自盡；事後有人發現此井居然長出七棵樹，因此人們便傳說這些樹就是那七名烈女子的化身。此樹終年長青，會在春秋二季會開出小白花，飄有清香，當地人又稱它為“香花樹”。為感念七名烈女子的故事，後人填井立塚，在此立了塊“七美人碑”，稱為七美人塚；原名大嶼的七美，也在1949年改名為現在的名稱。現今七美人塚上有兩個石碑，左邊的石碑是鄭碾立的，石邊的碑文是何志浩將軍作歌詞和敘文、張默君女士寫書法，表示對七名女子的追悼。1989年1月31日，七美鄉鄉長呂昭麟題〈七美人塚事蹟簡介〉並刻石，以紀念七名烈女子的故事。